# Mooji

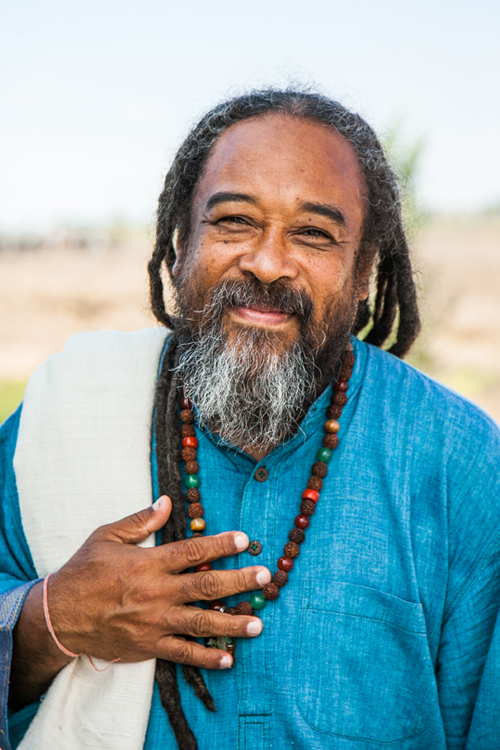
Sri Mooji

Mooji, eigentlich Anthony Paul Moo-Young (* 29. Januar 1954 in Port Antonio, Jamaika), ist ein Advaita-Lehrer.

## Leben
Im Alter von 16 Jahren zog Anthony Moo-Young von Jamaika nach Brixton (London) zu seiner Mutter, die bereits in London lebte, seit er ein Jahr alt war. Er verdiente zunächst als Straßen-Porträtmaler seinen Lebensunterhalt. Später arbeitete er als Künstler mit Glasmalerei und Malerei. Auch war er eine Zeit lang am Brixton College als Kunstlehrer beschäftigt.
1987 kam es zu einer Begegnung mit einem jungen Christen namens Michael, welchen er als Mystiker bezeichnet. Dies soll nach eigener Angabe sein Leben entscheidend verändert haben. Mooji hörte bald danach auf zu unterrichten und begann ein Leben in „stiller Einfachheit“.
Dabei beschäftigte er sich mit der Selbst-Erforschung nach der Lehre von Sri Ramana Maharshi und Schriften von Sri Ramakrishna.
1993 reiste Mooji nach Indien, wo er Schüler von H. W. L. Poonja wurde und die Advaita-Vedanta-Lehre studierte.
Seit 2011 leben er und seine Sangha (Gemeinschaft) in Portugal. Es werden regelmäßig Satsangs und Retreats veranstaltet sowie viele Videos auf YouTube veröffentlicht. Mooji ist auch Autor mehrerer Bücher, die sein Wissen vermitteln.
Es gibt mehrere Anschuldigungen des sexuellen Missbrauchs und des Machtmissbrauchs gegen Mooji und seinen Ashram.

## Lehre
In den Schriften und Satsangs von Mooji geht es um einen nicht-dualen Zustand, der entsteht, wenn alle Anstrengungen, eine Identität aufrechtzuerhalten, fallengelassen werden. Ein radikales Befragen dessen, was mit „Ich“ gemeint ist, löst das Subjekt aus seiner beschränkenden und wirklichkeitsverzerrenden Perspektivität und lässt es seine ursprüngliche Verbundenheit mit dem und als das Sein erkennen. Für Mooji sind Wohlbefinden, Freiheit und Frieden nicht Qualitäten, die mühsam erlangt werden müssen, sondern bereits vorhandene Qualitäten unserer Existenz, die nur durch Dichotomien, Polaritäten und Separationen, vor allem durch die Subjekt-Objekt-Spaltung verdeckt werden.

## Bücher
- The Mala of God. Mooji Media Publications, 2014, ISBN 978-1-908408-21-1.
- Before I Am: The Direct Recognition of Truth – Dialogues with Mooji. Mooji Media; 2nd edition, 2012, ISBN 978-1-908408-13-6.
- Writing on Water: Spontaneous Utterances Insights and Drawings. Mooji Media, 2011, ISBN 978-1-908408-00-6.
- Breath of the Absolute – Dialogues with Mooji. 2010, ISBN 978-81-88479-61-0. (Deutsch: Atem des Absoluten: Dialoge mit Mooji Noumenon-Verlag, Hamburg 2012)
- Vaster Than Sky, Greater Than Space. Sounds true, 2016, ISBN 978-1-908408-23-5. (Deutsch: Weiter als Himmel, größer als Raum O.W.Barth, München 2018)